# 몬스터 트럭 메테오
몬스터 트럭 메테오는 EBS와 투니버스 3D 애니메이션에서 방영되었던 프로그램이다.

## 등장 인물
성우는 투니버스/EBS 순.
- 메테오 - 정선혜/김서영

행성탐사 로봇 차량이다.
- 쿰쿰 - 김광국/엄상현

쓰레기 덤프 트럭이다.
- 싸이렌 - 양정화

소방차이다.
- 삐뽀 - 이지영/조진숙

구급차이다.
- 땡기 - 김장/전태열

견인차이다.
- 포니 - 김선혜/배정미

농장 픽업 트럭이다.
- 찌푸 - 이현우/이원준
- 푸파 - 이자명/홍소영
- 교관 - 정승욱/김준
- 아나운서 - 전광주/최원형